# 노인 금계일기
노인 금계일기(魯認 錦溪日記)는 조선조 학자인 금계노인(1566∼1623)이 정유재란 때 남원성의 전투에서 왜병에게 붙잡혀 일본에서 2년동안 포로생활을 하다가 명나라 사절단의 배로 도주하여 북경을 거쳐 귀국하게 된 경위를 쓴 일기문이다. 1963년 1월 21일 대한민국의 보물 제311호로 지정되었다.

## 개요
조선조 학자인 금계노인(1566∼1623)이 정유재란 때 남원성의 전투에서 왜병에게 붙잡혀 일본에서 2년동안 포로생활을 하다가 명나라 사절단의 배로 도주하여 북경을 거쳐 귀국하게 된 경위를 쓴 일기문으로, 선조 32년(1599) 2월 22일부터 같은 해 6월 27일까지 약 4개월간의 기록을 담고 있다.
노인 금계일기(魯認 錦溪日記)는 고향인 나주에 있을 때 임진왜란이 터지자 권율장군의 밑에서 의병으로 활동하였다. 일본군에 잡혀 포로가 되었으나, 간신히 탈출하여 후에는 일본에 대한 복수책을 명나라에 알려주는 일을 했다.
이 일기는 책의 앞뒤가 없어지고 글씨도 많이 훼손되어 읽기가 매우 힘들어 대체적인 정황만 알 수 있는데 남원성 전투에서 왜병에게 붙잡힌 경위부터 귀향 때까지 기록이었으나, 내용의 앞뒤가 유실되고 그 일부만 남았다. 그가 죽은 후 200여년이 지나고 그의 7대 후손들의 노력으로 만들어진 노인의 시문과 함께『금계집』속에 이 사실이 수록되어 있다.
더욱이 중국에 머무는 동안 그곳의 학자들과 만나서 그들의 질문에 따라 한국의 교육, 과거, 재정, 군사, 문화, 풍속 등 여러 가지에 대해 상세히 설명해준 것이 일기에 쓰여있어 시대상황과 정황을 살필 수 있는 중요한 자료이다.

## 같이 보기
- 금계노인

## 참고 자료
- 노인 금계일기 - 국가유산청 국가유산포털